# 55 Рака c
55 Рака c или Браге — газовый гигант, расположенный в планетарной системе солцнеподобной звезды 55 Рака (HD 75732). Планета является третьей по удалению от родной звезды. Открыта в 2002 году методом доплеровской спектроскопии. Период обращения — 43,93 суток, большая полуось орбиты 0,24 а. е., орбита вытянута (эксцентриситет 0,44). Минимальная масса 0,22 Юпитера.

## Открытие
Как большинство известных на тот момент экзопланет, 55 Рака c была обнаружена наблюдением за изменениями радиальной скорости звезды. Этого удалось достичь, замеряя с большой точностью эффект Доплера спектра звезды. На момент открытия планеты было известно, что 55 Рака A обладала одной планетой — 55 Рака b, однако при измерениях присутствовал необъяснимый дрейф в радиальной скорости.
Дальнейшие измерения в 2002 году показали присутствие планеты с большим периодом на расстоянии 5 а.е. от звезды. Даже с учётом этих двух планет, всё ещё сохранялась периодичность 43 дня. Однако этот период близок к периоду вращения 55 Рака A, что могло означать, что 43-дневный период был вызван вращением звезды, а не планеты. 43-дневная планета (обозначенная 55 Рака c) и планета с расстоянием 5 а. е. от звезды (обозначенная 55 Рака d) были объявлены в той же работе, обозначенные в порядке возрастания расстояния от звезды.
Дальнейшие измерения, которые привели к открытию внутренней планеты 55 Рака e в 2004 году, подтвердили гипотезу о планете. Проводившиеся фотометрические измерения звезды более 11 лет не выявили никакой активности с тем же периодом как изменения радиальной скорости 55 Рака c, и кроме того, период остаётся стабильным на протяжении долгого времени, что не согласуется с гипотезой о звёздной активности, вызывающей изменения радиальной скорости. Амплитуда радиальной скорости сигнала не согласуется со звёздными вариациями с 55 Рака A с низким уровнем хромосферной активности.

## Орбита и масса
В 5-планетном решении для 55 Рака А, орбита 55 Рака c имеет умеренный эксцентриситет: в апоастре планета находится дальше 19 % от звезды, чем в периастре. Планета расположена ближе к 55 Рака, чем Меркурий к нашему Солнцу, хотя её период больше, чем орбитальный период горячих юпитеров. Резонанс обращения вокруг звезды близок к соотношению 3:1 со внутренней планетой 55 Рака b, но моделирование показывает, что эти две планеты на самом деле не находятся в этом резонансе.
Метод радиальной скорости, использованный для открытия планеты, имеет ограничение. С его помощью можно определить только минимальную массу. Дальнейшие астрономические наблюдения телескопом Хаббл за внешней планетой 55 Рака d, с другой стороны, позволяют предположить, что планета наклонена на 53° к плоскости неба. Система, как ожидается, будет компланарна. Если всё это подтвердится, это будет означать, что истинная масса 55 Рака c составляет около 0,21 массы Юпитера, или примерно две трети от массы Сатурна.

## Характеристики
Так как планета была обнаружена косвенным путём наблюдений за звездой, такие свойства, как её радиус, состав и температура малоизвестны. С массой же как у Сатурна 55 Рака с, вероятно, будет газовым гигантом без какой-либо твёрдой поверхности.